# Vlade Lazarevski
Vlade Lazarevski (* 9. Juni 1983 in Bitola, Mazedonien) ist ein mazedonischer ehemaliger Fußballspieler. Er besitzt auch einen serbischen Pass.

## Karriere

### Verein
Er durchspielte alle Jugendmannschaften beim FK Kumanovo. Hier spielte er bis 2001. 2001 wechselte er nach Serbien zu FK Napredak Kruševac. Hier absolvierte er 67 Spiele und schoss drei Tore. Hier spielte er bis 2005, bevor er im selben Jahr nach Polen zu Groclin Grodzisk wechselte. Hier wurde er im Laufe seiner ersten Saison Stammspieler und wurde sogar Nationalspieler. Zur Rückrunde 2007/08 wurde er an den ukrainischen Verein Metalist Charkiw ausgeliehen. Hier machte er allerdings nur drei Ligaspiele. Nach der Fusion von Groclin Grodzisk und Polonia Warschau wurde er von Polonia Warschau übernommen. Im Juli 2010 wechselte er zum kasachischen Erstligisten Lokomotive Astana, mit dem er den kasachischen Pokal gewinnen konnte.

### Nationalmannschaft
Bislang spielte er insgesamt 39-mal für die mazedonische Nationalmannschaft.

## Erfolge
- 1× Polnischer Pokalsieger (2007)
- 2× Polnischer Ligapokalsieger (2007, 2008)
- 1× Kasachischer Pokalsieger (2010)

| Personendaten    | Personendaten                |
| ---------------- | ---------------------------- |
| NAME             | Lazarevski, Vlade            |
| KURZBESCHREIBUNG | mazedonischer Fußballspieler |
| GEBURTSDATUM     | 9. Juni 1983                 |
| GEBURTSORT       | Bitola, SFR Jugoslawien      |